# Origo
«Origo» es una canción compuesta e interpretada en húngaro y romaní por Pápai Joci. Se lanzó como sencillo el 4 de enero de 2017 mediante Magneoton. Fue elegida para representar a Hungría en el Festival de la Canción de Eurovisión de 2017 tras ganar la final nacional húngara, A Dal 2017, el 18 de febrero de 2017.

## Festival de Eurovisión

### Festival de la Canción de Eurovisión 2017
Esta fue la representación húngara en el Festival de Eurovisión 2017, interpretada por Pápai Joci.
El 31 de enero de 2017 se organizó un sorteo de asignación en el que se colocaba a cada país en una de las dos semifinales, además de decidir en qué mitad del certamen actuarían. Como resultado, la canción fue interpretada en séptimo lugar durante la segunda semifinal, celebrada el 11 de mayo de 2017. Fue precedida por los Países Bajos con O'G3NE interpretando «Lights and Shadows» y seguida por Dinamarca con Anja Nissen interpretando «Where I Am». La canción fue anunciada entre los diez temas elegidos para pasar a la final, y por lo tanto se clasificó para competir en esta. Más tarde se reveló que el país había quedado en segundo puesto con 231 puntos.
El tema fue interpretado más tarde durante la final el 13 de mayo, precedido por Moldavia con SunStroke Project interpretando «Hey, Mamma!» y seguido por Italia con Francesco Gabbani interpretando «Occidentali's Karma». Al final de las votaciones, la canción había recibido 200 puntos (48 del jurado y 152 del televoto), y quedó en octavo lugar de 26.

## Formatos
| Descarga digital |         |          |  |
| N.º              | Título  | Duración |  |
| 1.               | «Origo» | 3:23     |  |

## Historial de lanzamiento
| Región  | Fecha              | Formato          | Discográfica | Ref.  |
| ------- | ------------------ | ---------------- | ------------ | ----- |
| Mundial | 4 de enero de 2017 | Descarga digital | Magneoton    | [ 2 ] |